# スポロトリコーシス

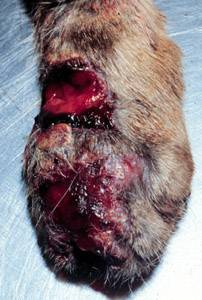
スポロトリコーシスに罹った猫の潰瘍：人や他の動物にも感染する可能性があるので注意する事

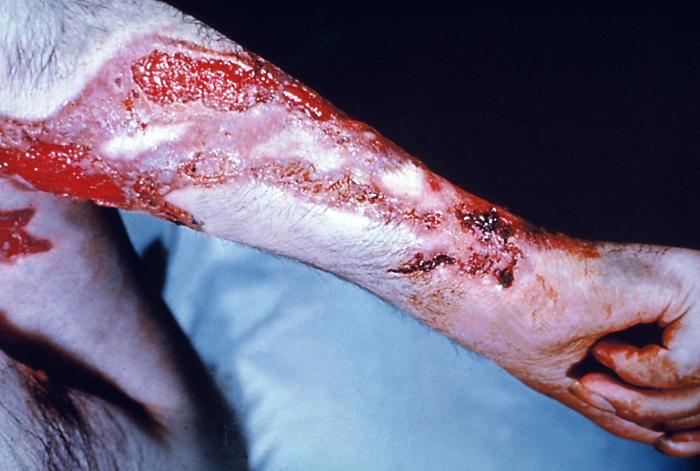
感染した人の腕

スポロトリコーシス（sporotrichosis）は、真菌の一つであるSprothrix schenckii（スポロトリックス・シェンキイ）の感染による皮膚、皮下組織に潰瘍性の病変を生じる疾患であり、日本において深在性皮膚真菌症としてはもっとも発生率が高い。また、まれに骨や関節、肺、さらには脳に伝播し深刻な症状を引き起こす。人獣共通感染症であり、猫では難治性の潰瘍を引き起こす。
スポロトリックス症、スポロトリクム症とも呼ばれる。英語圏では、バラの棘によって感染することが多いことから、rose gardener's disease（バラ庭師の病）、rose-thorn disease（バラ棘病）とも呼ばれる病気の一種。

## 概要
世界中で広く発生している真菌症であるが高温多湿の地域での発生率が高い。皮膚外傷を受けることにより感染するため、好発部位は小児は顔面、成人は上肢となる。症状は皮膚に小型で非圧痛性の、赤いぐじゅぐじゅした結節ができ、最終的に自壊して潰瘍化する。飛び石状にリンパ管を介して上行性に連続して生じる病型が典型像である。
- 肺スポロトリコーシス（ICD-10：B42.0）

S.schenckiiの胞子を吸入したときに生じる。症状には、咳、結節、肺の空洞化、線維症、および腫れた肺門リンパ節などがある。患者は、結核および肺炎を発症しやすい。
原発性肺スポロトリコーシスの報告は欧米でも1958年-1989年時点で50例足らずである。
- リンパ管皮膚型スポロトリコーシス（ICD-10：B42.1）
- 播種型スポロトリコーシス（ICD-10：B42.7）

原発部位から二次部位に広がると、この疾患は播種型スポロトリコーシスと呼ばれ、稀に深刻な症状を引き起こす。関節および骨（osteoarticular sporotrichosis）だけでなく、中枢神経系および脳（sporotrichosis meningitis）にも広がる可能性がある。
播種型スポロトリコーシスの症状として、体重減少、食欲不振、および骨病変などがみられる。

## 治療
治療法としては古くからヨードカリ内服や温熱療法が有効とされ、近年ではイトラコナゾール、アムホテリシンBなどの抗菌薬の内服も行われる。